# 短毛钟花垂头菊
短毛钟花垂头菊（学名：Cremanthodium campanulatum var. brachytricum）为菊科垂头菊属下的一个变种。

## 扩展阅读
- 維基物種上的相關：短毛钟花垂头菊